# Résurrection de Jésus
Pour les articles homonymes, voir Résurrection (homonymie).
Pour un article plus général, voir Résurrection (christianisme).

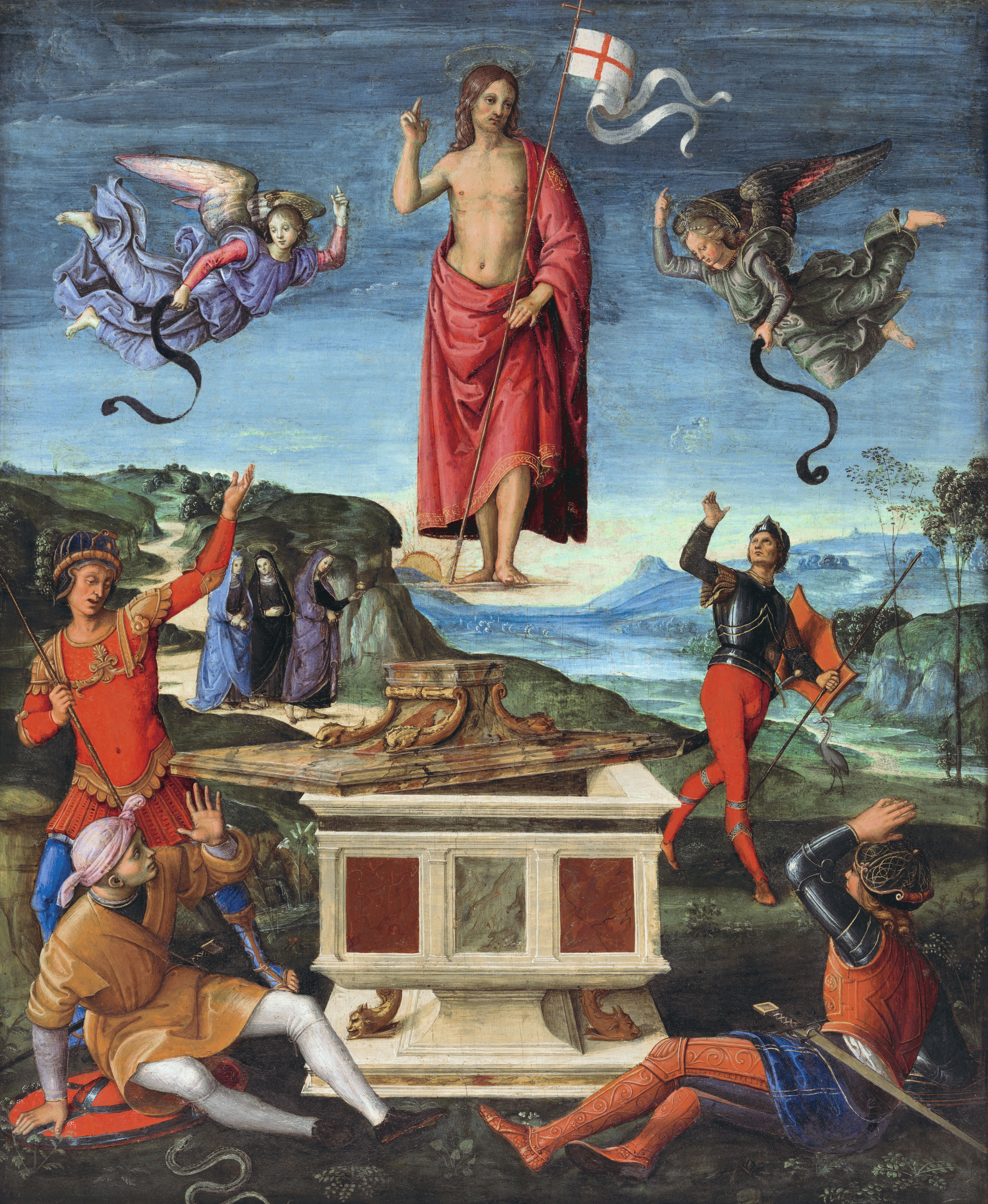
La Résurrection du Christ, par Raphaël, v. 1501., musée d'art de São Paulo.

La résurrection de Jésus, ou Résurrection, est l'une des croyances fondamentales de la théologie chrétienne et de la christologie qui en forme le centre. Dans l'un des plus anciens écrits du christianisme, la Première épître aux Corinthiens, l'apôtre Paul souligne l’importance fondamentale de la résurrection : « Et si le Christ n'est pas ressuscité, notre prédication est vaine, et vaine aussi est votre foi (1Co 15:14). »
Cette croyance affirme que Jésus-Christ est véritablement ressuscité d'entre les morts afin d'accomplir la Rédemption de l'humanité en tant que Christ. Dans les textes des Évangiles et des Actes des Apôtres, après sa crucifixion ordonnée par Ponce Pilate et sa mort sur la Croix, Jésus est mis au tombeau. Deux jours plus tard, les Saintes Femmes et notamment Marie de Magdala constatent que la lourde pierre qui fermait le tombeau a été roulée et que le sépulcre est vide. Jésus apparaît ensuite à plusieurs de ses disciples, dont les Apôtres (1Co 15:5-6).
La Résurrection parachève la vie et la mort de Jésus, et elle est le cœur de la foi chrétienne. Pour le croyant, elle scelle la victoire de la vie sur la mort et atteste la divinité de Jésus.
L'exégèse historico-critique actuelle, faute de pouvoir considérer un événement surnaturel comme un fait vérifiable, distingue la croyance des premiers chrétiens, pour lesquels la Résurrection de Jésus est réelle, de ce qui est strictement historique, c'est-à-dire les origines et la date probable de cette croyance ainsi que la manière dont elle s'est répandue.
Le christianisme célèbre la Résurrection lors du dimanche de Pâques, soit le premier dimanche après la première pleine lune qui suit l'équinoxe de printemps (21 mars).

## Les sources néotestamentaires

### Les croyances initiales

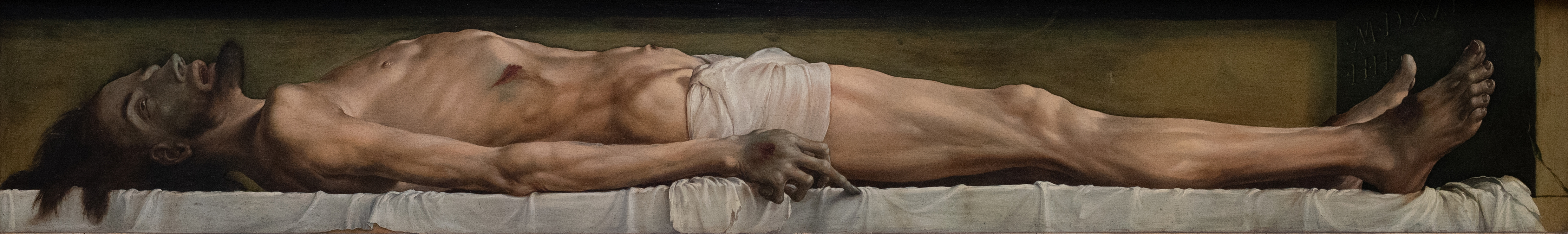
Le Christ mort de Hans Holbein le Jeune, v. 1521.

Les épîtres de saint Paul, les prêches et les lettres de Pierre dans les Actes des apôtres mentionnent le fait que Jésus est mort sur la Croix, fut ressuscité par Dieu et que les apôtres et de nombreux autres témoins l'ont vu apparaître après sa mort. Les textes du Nouveau Testament ont tous pour origine les récits de ces premiers chrétiens, unanimement convaincus de la résurrection corporelle de Jésus. Les premiers chrétiens peuvent en effet être définis comme les disciples de Jésus qui, après sa Crucifixion, et sa passion l'ont proclamé comme étant le Seigneur ressuscité. Dix-sept des vingt-sept livres du corpus néotestamentaire mentionnent la Résurrection de Jésus, et la plupart des autres la présupposent implicitement. Il en va de même des premiers auteurs chrétiens comme Clément de Rome (fin du premier siècle), Ignace d'Antioche(début du second siècle), Polycarpe de Smyrne (première moitié du second siècle), Justin de Naplouse(milieu du second siècle), Tatien le Syrien(milieu du second siècle), Irénée de Lyon (seconde moitié du second siècle) et Méliton de Sardes (seconde moitié du second siècle).
L'exégèse historico-critique cherche à éclairer l'origine et le développement de ces témoignages fondés sur une foi commune. Elle part du principe que les chrétiens de la première génération, dont quelques-uns avaient accompagné Jésus et suivi son enseignement, ont transmis un certain nombre de croyances qu'ils ont partagées peu après sa mort. Paul évoque dans ses épîtres, rédigées à partir des années 50, ces traditions de la communauté primitive de Jérusalem : le corpus chrétien initial auquel il fait allusion dans l'Épître aux Galates (Ga 1:18-19) y semble déjà bien établi et apparaît comme la source du corpus néotestamentaire,.
Un fort consensus se dégage parmi les spécialistes pour estimer que Paul a effectivement retranscrit une tradition orale datant des années 30.
Raymond E. Brown ajoute que selon ces traditions, dès le départ, cette résurrection est d'ordre corporel : « Les textes bibliques montrent que [Pierre et Paul] ont prêché un Jésus ressuscité dont la chair ne s'était pas décomposée dans la tombe. Il n'y a pas dans tout le Nouveau Testament un iota qui indique qu'un chrétien ait pensé que le corps de Jésus était toujours dans le sépulcre à se corrompre. C'est pourquoi je pense que les textes bibliques confirment grandement sa résurrection corporelle ».
Les récits du matin de Pâques, situés à la fin de chacun des quatre Évangiles canoniques et au début des Actes des Apôtres, correspondent à un développement plus tardif de ces croyances initiales.

### Les Épîtres pauliniennes

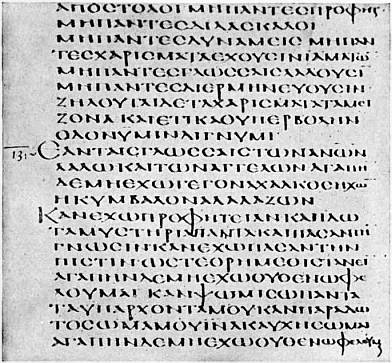
La Première épître aux Corinthiens dans le Codex Alexandrinus, Ve siècle.

Les premières sources sur la résurrection de Jésus se trouvent dans les lettres écrites par Paul dans les années 50 et 60 (l'Épître aux Romains et les deux Épîtres aux Corinthiens) ainsi que, plus tardivement, dans la Première épître à Timothée, qui fait partie des « Épîtres pastorales » dues à des disciples de l'apôtre.
La Première épître aux Corinthiens date des années 50, soit une vingtaine d'années après la crucifixion. Paul y mentionne une profession de foi répandue parmi les premiers croyants, qui forme l'axe central de la future doctrine chrétienne : « Je vous ai enseigné avant tout, comme je l'avais aussi reçu, que Christ est mort pour nos péchés, selon les Écritures ; qu'il a été enseveli, et qu'il est ressuscité le troisième jour, selon les Écritures ; et qu'il est apparu à Céphas, puis aux douze. Ensuite, il est apparu à plus de cinq cents frères à la fois, dont la plupart sont encore vivants, et dont quelques-uns sont morts. Ensuite, il est apparu à Jacques, puis à tous les apôtres ».
Ce passage pourrait être la citation d'une profession de foi antérieure, à en juger par le ce que j'ai moi-même reçu. Les professions de foi en la Résurrection, chez Paul (I Timothée 1, 10; I Corinthiens 6, 14, et 15, 15; Romains 10, 9 et Actes 3, 15 ; II Corinthiens4, 14; Romains 4, 24 et 8, 11 et Galates 1, 1) pourraient remonter au service divin primitif du premier christianisme, et à des prédications.

### Les Évangiles et les Actes
L'Évangile selon Marc indique que « Marie la Magdaléenne, Marie, mère de Jacques et Salomé » se rendent au tombeau, et que le corps de Jésus n'y est plus ; à l'intérieur se trouve « un jeune homme assis à droite, vêtu d'une robe blanche » qui leur annonce la Résurrection et leur demande de dire à ses disciples d'aller en Galilée, où ils le verront (Mc 16,1-8). Initialement, Marc, le plus ancien des Évangiles canoniques, ne comportait pas d'apparitions de Jésus. Le texte s'arrêtait après « Marie la Magdaléenne, Marie, mère de Jacques, et Salomé » sur la phrase « Elles sortirent et s'enfuirent du tombeau, parce qu'elles étaient toutes tremblantes et hors d'elles-mêmes. Et elles ne dirent rien à personne, car elles avaient peur. »

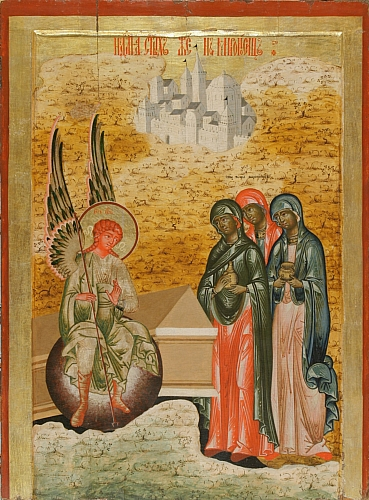
Les Saintes Femmes au tombeau. Icône russe du XVIIIe siècle.

Le texte actuel de cette finale de Marc était largement inconnu au IVe siècle, comme en témoignent les Codex Vaticanus et Sinaiticus. Eusèbe de Césarée mentionne diverses conclusions. Les ajouts tardifs dans certaines versions ne paraissent pas antérieurs au IIe siècle.
Chronologiquement, le récit suivant apparaît dans les années 80, avec l'Évangile selon Matthieu, au chapitre 28, 1-10. Plusieurs femmes dont Marie de Magdala et Marie « mère de Jacques et de Joseph » se rendent au tombeau ; il y a un tremblement de terre puis un ange descend du ciel et roule la pierre qui en ferme l'entrée, tétanisant les gardes, puis annonce la Résurrection aux femmes. Alors qu'elles s'encourent pour annoncer la nouvelle, Jésus lui-même leur apparaît et leur demande de dire à ses frères d'aller en Galilée où ils le verront.
Écrit à la même époque que Matthieu, mais indépendamment de lui, l'Évangile selon Luc relate au chapitre 24, 1-12 que Marie de Magdala et Jeanne et Marie mère de Jacques, ainsi que d'autres femmes, se rendent au tombeau qu'elles trouvent ouvert. Deux hommes sont là, qui leur apprennent la Résurrection, elles vont l'annoncer aux disciples qui doutent. Pierre se rend lui aussi au tombeau et constate qu'il est vide.
Rédigé une vingtaine d'années après Matthieu et Luc, l'Évangile selon Jean rapporte au chapitre 20, 1-17 que seule Marie de Magdala se rend au tombeau. Elle le trouve vide et prévient Pierre et le disciple que Jésus aimait. Ceux-ci courent au tombeau et le trouvent vide et s'en retournent. Marie de Magdala pleure et voit deux messagers qui lui demandent pourquoi elle pleure, puis Jésus qu'elle confond avec un jardinier et à qui elle demande de restituer le corps. Jésus l'appelle par son prénom, elle le reconnait et il lui annonce qu'il retourne vers son père.
Michel Quesnel a fait remarquer que la proclamation solennelle de Pierre prolonge la descente de l'Esprit Saint lors de la Pentecôte : « C'est ce Jésus que Dieu a ressuscité, nous en sommes témoins (…) Que toute la maison d'Israël le sache avec certitude, Dieu a fait Seigneur et Christ ce Jésus que vous aviez crucifié. » (Actes 2, 32-36), proclamation qui, selon les Actes des Apôtres, a entraîné les premières conversions, ne serait pas, selon les exégètes actuels, et contrairement à ce que l'on pourrait imaginer, le contenu de la première prédication chrétienne.

## La question de l'historicité

### Les limites de l'analyse historique
L'historicité de la Résurrection ne peut s'appuyer sur les récits néotestamentaires, car ceux-ci, dont la péricope du tombeau vide et les apparitions de Jésus ressuscité à ses disciples, peuvent être analysés de diverses manières : narrations littérales d'événements réels, certes, mais aussi expériences visionnaires, paraboles eschatologiques ou encore fraude pieuse des premiers chrétiens.

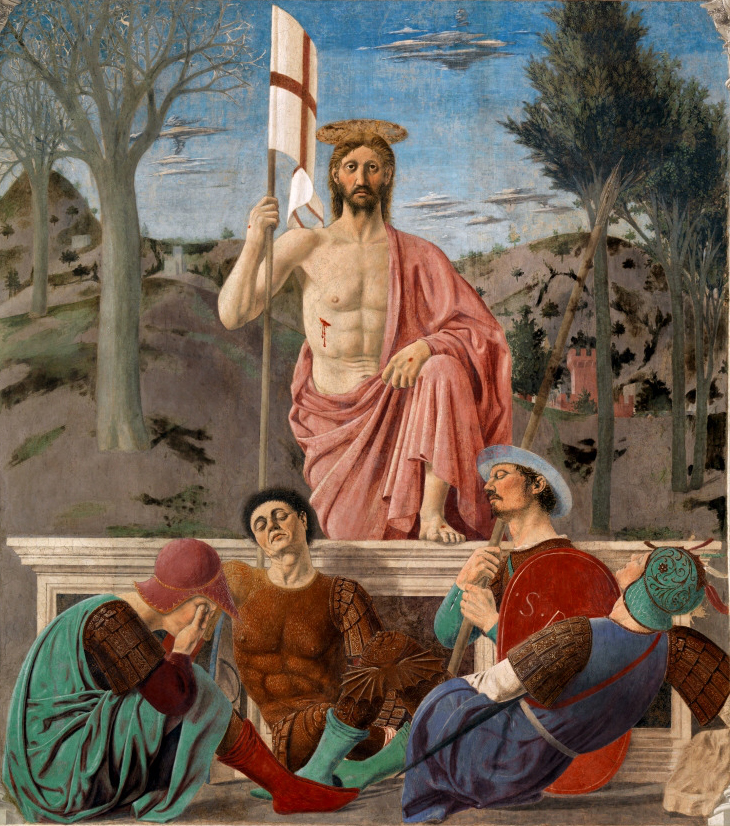
La Résurrection de Piero della Francesca.

Camille Focant explique que la Résurrection, en soi, ne relève pas de faits vérifiables mais exclusivement de l'ordre de la croyance ; elle ne relève donc pas de la science historique. Affirmer l'authenticité d'un événement miraculeux reviendrait, selon la formule de Bart D. Ehrman, à « franchir les limites que la méthode historique impose à l'historien car cela supposerait un système de croyances religieuses impliquant l'existence d'un royaume surnaturel en dehors de la province de l'historien ».
Cette difficulté de l'analyse historique est soulignée par Simon Claude Mimouni en ces termes : « Les exégètes ont toujours été extrêmement partagés sur la question de la résurrection de Jésus. Reimarus a été un des premiers, au XVIIIe siècle à chercher à voir dans la résurrection une fraude des apôtres. […] David Strauss, qu'Ernest Renan popularisera en France, en a fait un mythe né spontanément dans les premières communautés chrétiennes, du fait essentiellement de l'inconsolable frustration des disciples de Jésus après sa mort ».
Rudolf Bultmann a tenté de distinguer l'essence du christianisme véhiculant la foi, des aspects miraculeux dont il était enveloppé et qui lui paraissaient irrecevables car appartenant à une vision du monde dépassée. Depuis, chez certains exégètes, « il est courant de distinguer la foi dans la Résurrection — aux yeux de laquelle la résurrection de Jésus est bien un événement réel — de ce qui est historique au sens strict ». Les historiens ne peuvent se prononcer sur cette question ni de manière négative ni positive mais peuvent constater que les disciples de Jésus croient que « Dieu l'a ressuscité », suivant saint Paul dans l'Épître aux Romains (Rm 10:9).
Nicola Stricker note que l'historicité de la Résurrection est « critiquée par Bultmann mais réaffirmée par Pannenberg contre Gerd Lüdemann qui, lui, avait nié la résurrection à cause de sa non-objectivité historique ».

### L'exégèse historico-critique
E. P. Sanders estime que la croyance en la Résurrection ne peut être le fruit d'un complot des disciples de Jésus : si tel avait été le cas, il en aurait résulté une histoire plus cohérente. En outre, il serait incompréhensible que les premiers chrétiens aient accepté, en toute connaissance de cause, de mourir pour une tromperie.
Geza Vermes considère qu'entre deux positions extrêmes — d'une part la véracité du phénomène physique, de l'autre son refus total — il existe six théories possibles pour expliquer les témoignages de la Résurrection, dont le vol du corps, la sortie du coma, des hallucinations, ou une résurrection dite spirituelle, c'est-à-dire docète.

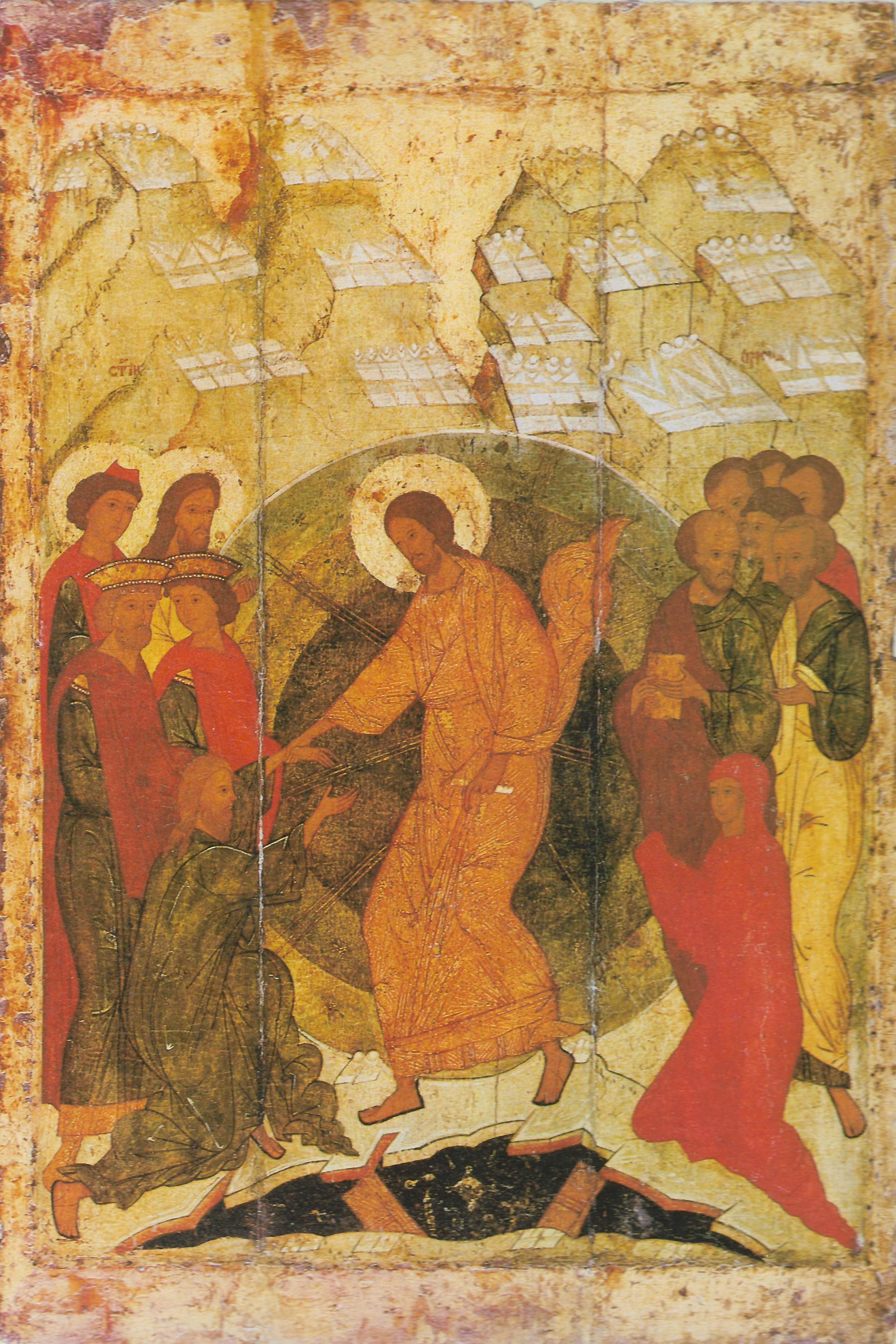
La Résurrection de Jésus, icône russe, fin du XVe siècle, galerie Tretiakov.

Helmut Koester pense quant à lui que ces récits sont originellement des épiphanies qui ont été développées plus tard pour aboutir à ces témoignages de la résurrection.
Pour Simon Claude Mimouni, les récits d'apparitions dans les évangiles sont des ajouts tardifs qui remontent au IIe siècle : « On est frappé par les divergences que l'on rencontre dans les récits d'apparitions, ce qui montre qu'ils relèvent plus ou moins de traditions multiples ». Il indique : « La notion de résurrection a été intégrée dans la pensée judéenne à une époque antérieure d'un ou deux siècles à la naissance de Jésus : il s'agit de la récompense offerte aux justes, qui sont morts en martyrs lors de l'insurrection maccabéenne » (révolte des Juifs pieux contre la dynastie grecque des Séleucides) au IIe siècle avant l'ère chrétienne. Il ajoute : « Au Ier siècle de notre ère, les pharisiens et les esséniens acceptent l'idée de la résurrection, mais non en principe les prêtres et les notables dits sadducéens. Jésus et ses disciples reprennent le motif (Évangile selon Marc 12, 26 ; Actes des Apôtres 4, 1-2). »
Daniel Marguerat observe que les récits de Pâques des quatre évangélistes manifestent entre eux une forte diversité : tantôt le Ressuscité apparaît en Galilée (Matthieu), tantôt à Jérusalem et dans les environs (Luc), tantôt ici et là (Jean). Tantôt il envoie en mission (Matthieu), Tantôt il donne l'Esprit saint (Jean), tantôt il partage leur repas (Luc). Toutefois, ces textes montrent aussi, selon Daniel Marguerat, une ressemblance constituée de trois éléments.
D'abord, la Résurrection est inattendue de tous, Pâques ayant pris à rebours les amis de Jésus. En effet, il apparaît toujours à des personnes résignées à l'irrémédiable de la mort et repliés sur un deuil à vivre, la nouvelle de ce qu'il est revenu étant qualifiée par eux de délire et déclenchant l'incrédulité. C'est pourquoi, faire de la résurrection de Jésus le produit d'une psychose collective permettant d'assumer la réalité de l'échec de la Croix va à l'encontre de l'orientation des textes.
Ensuite, la Résurrection de Jésus n'est pas descriptible, les quatre Évangiles n'ayant nulle part décrit le "comment" de la Résurrection, à la différence des évangiles apocryphes. Ni description de la résurrection, ni sortie du tombeau, ni portrait du ressuscité. Seulement un tombeau vide, et un Jésus ressuscité ne se présentant pas comme le simple prolongement du Nazaréen avant sa passion, mais traversant les portes fermées (Jean 20), surgissant ici et là, et disparaissant subitement à Emmaüs (Luc 24).
Enfin, le mystère de la Résurrection n'est accessible qu'aux croyants. Les Évangiles canoniques insistent sur le fait que Jésus ressuscité est vu réellement, non pas dans une hallucination, mais reconnu avec les yeux de la foi en Dieu qui l'a ressuscité.

### Principales hypothèses
Dale Allison (en) distingue plusieurs catégories d'explications de la croyance en la résurrection de Jésus.
Primo, la conviction chrétienne conventionnelle, dont on affirme aujourd'hui, d'après les mots de N. T. Wright, qu'elle « fournit de très loin la meilleure explication » du fait que la majorité des données inclinent vers une lecture historique des événements durant et suivant la Résurrection. L'historien ne devrait donc pas seulement supposer que les disciples croyaient qu'ils voyaient Jésus, mais également que l'on savait que son tombeau était effectivement vide.
Secundo, cette croyance se fonde sur des circonstances qui ne sont pas miraculeuses mais ont été interprétées comme telles. Par exemple, les autorités juives auraient retiré le corps du tombeau pour éviter qu'il soit vénéré, ou peut-être quelqu'un d'autre l'aurait ôté du tombeau pour une raison quelconque : Joseph d'Arimathie, dignitaire juif converti au message de l'Évangile, qui avait porté le corps dans le tombeau destiné à sa propre famille, l'en aurait retiré après la fin du Shabbat pour ensuite l'ensevelir dans une sépulture définitive. Cette supposition est néanmoins peu vraisemblable. En effet, si les autorités juives avaient déplacé le corps, pourquoi ne pas l'avoir exposé publiquement comme preuve de sa mort définitive ? D'autre part, si Joseph d'Arimathie l'avait déplacé, pourquoi les autres disciples n'en auraient-ils pas été informés ? Étant menacés de mort, les disciples n'auraient jamais pris de tels risques pour quelque chose qu'ils savaient être faux. Selon une autre théorie, Jésus n'aurait pas rendu l'âme sur la croix (théorie de la pâmoison). Jésus était très affaibli au moment où on l'a couché dans la tombe, mais dans la fraîcheur du tombeau et grâce aux herbes aromatiques de son linceul, il a pu sortir du tombeau. Ses disciples auraient alors interprété cette réapparition comme une résurrection. Il paraît cependant peu probable que Jésus, très affaibli, après avoir été flagellé et crucifié, puis si l'on en croit l'Évangile selon Jean percé d'une lance, ait trouvé assez d'énergie, après un jour et demi sans eau ni nourriture, pour rouler une pierre et échapper à deux gardes romains, tout au moins d'après l'Évangile selon Matthieu. La pierre en elle-même représentait un obstacle suffisamment important pour que trois femmes, se rendant au tombeau , se posent la question de savoir qui parviendrait à rouler la pierre…
Tertio, la croyance en la résurrection de Jésus s'est fondée sur le constat du tombeau vide, qui aurait provoqué des hallucinations collectives nourries par l'ardent désir de revoir le Seigneur vivant, ou la persuasion psychologique que le tombeau était vide parce que le Seigneur était vivant. Les auteurs rapprochent la possibilité de ce type d'apparition hallucinatoire aux phantasmes du Bigfoot ou aux apparitions de la Vierge Marie dans les temps récents. Cependant, de telles apparitions, bien qu'attestées médicalement, dans d'autres cas, pour des individus isolés, n'ont jamais été prouvées pour des groupes importants. Or un des premiers écrits chrétiens rapporte la chose suivante : « Ensuite, il est apparu à plus de cinq cents frères à la fois, dont la plupart sont encore vivants, et dont quelques-uns sont morts. » (Première épître aux Corinthiens, 15:6).
Quarto, une hypothèse qu'Allison dit n'être « promue aujourd'hui par pratiquement personne » (mais répandue par H. S. Reimarus au XVIIIe siècle), attribue la croyance non pas à une illusion, mais à une vaste tromperie : des disciples de Jésus auraient dérobé le corps de leur maître afin de prolonger une entreprise dont ils jouissaient et à laquelle la crucifixion aurait mis un terme. Cette allégation se fonde sur le démenti dans l'Évangile selon Matthieu, chapitre 28, qui attribue cette idée à des Juifs lorsqu'ils avaient constaté que le tombeau était vide, pour nier la réalité de la Résurrection (versets 11 à 15). Reimarus prend cette déclaration à revers en affirmant que ce démenti cache la vérité et que Matthieu dévoile le véritable déroulement des choses. Cette hypothèse ne résiste pas non plus à la critique logique : des hommes peuvent prendre le risque de mourir pour quelque chose qu'ils croient être vrai, mais non pas pour quelque chose qu'ils savent être une supercherie.
Quinto, les disciples avaient des visions véridiques : ils ont rencontré un Christ triomphant, post mortem, qui a cherché à communiquer avec eux. Les explications sont alors à chercher dans la parapsychologie, ou dans la doxologie chrétienne : le Christ, après sa mort, est entré dans une vie divine qui lui permettait d'apparaître à ses disciples dans la forme qu'il avait avant sa mort. Selon cette option, la Résurrection relève plutôt du domaine de la croyance, et les textes néotestamentaires ne sont pas à comprendre dans un sens historique ou littéral. Toutefois, Jésus serait apparu à deux occasions, à des disciples différents et sous des traits qu'il n'avait pas auparavant. Il leur aurait montré ses blessures, les trous dans ses mains ainsi que son flanc percé. Or les disciples n'ont pas nécessairement assisté au percement du flanc de Jésus. L'autre épisode est relaté dans l'Évangile de Luc, au chapitre 24 : Jésus apparaît à deux disciples cheminant en direction du village d'Emmaüs. Or ces derniers ne le reconnaissent pas sur le moment.
Sexto, il faudrait élucider la croyance en la Résurrection à travers le prisme des croyances partagées par les disciples en remontant à la période avant la crucifixion. Selon cette approche, promue par Rudolph Pesch (1973), c'est le fait que les disciples croyaient traditionnellement en un prophète qui mourrait et reviendrait à la vie qui les a poussés à appliquer cette croyance à Jésus. Puisqu'ils considéraient Jésus comme un juste, et le prophète de la fin des temps, ils ont assimilé leurs présupposés au devenir du Christ. Toutes les affirmations scripturales de la Résurrection n'avaient donc aucun besoin d'être lues comme descriptives, mais elles étaient plutôt des formules de légitimation de la façon dont les disciples comprenaient la crucifixion : la revanche de Dieu sur le péché du monde et sur la mort, avant tout celle de son prophète eschatologique, par ce retour à la vie.

## Dans les apocryphes
Rémi Gounelle rapporte que plusieurs apocryphes font référence à la Résurrection de Jésus. L'Apocalypse de Paul relègue dans des recoins de l'enfer ceux qui nient la Résurrection du Fils de Dieu. L'évangile de Pierre, ouvrage gnostique composé semble-t-il au début du second siècle, rapporte que deux jeunes gens seraient descendus du ciel et entrés dans le tombeau du Christ, et que trois individus gigantesques en seraient sortis peu après, suivis par la Croix, deux d'entre eux soutenant le troisième. L'Épître des Apôtres, apocryphe du second siècle non suspect de gnosticisme, rapporte que le Ressuscité est apparu aux femmes apportant les aromates et qu'il ordonna à Pierre, André et Thomas de mettre leurs mains dans ses plaies. Enfin, La Sagesse de Jésus-Christ, livre gnostique datant de la fin du second siècle, décrit Jésus ressuscité en des termes évoquant ceux de la Transfiguration.

## Dans les arts

### Peinture
Durant toute l'Antiquité et les deux premiers tiers du Moyen Âge, la Résurrection est représentée par des images fidèlement inspirées du texte même de l'Évangile : soldats endormis près d'un tombeau ouvert, saintes femmes myrrhophores arrivées en présence d'un ange qui leur montre le linceul et le suaire plié à part, Thomas (apôtre) avançant le doigt vers le côté blessé de Jésus, le Christ apparaissant à Marie de Magdala (Noli me tangere !).
À partir de la fin du XIIIe siècle, et probablement sous l'influence profane et non liturgique des mystères (représentations théâtrales), les artistes d'Occident commencent à laisser aller leur imagination et conçoivent des scènes qu'aucun témoin n'est censé avoir jamais vues : le Christ sortant triomphalement du tombeau, Jésus élevé dans les airs au-dessus de soldats endormis. En Orient, Jésus est représenté descendant aux enfers pour y délivrer Adam, Ève et les justes de l'Ancien Testament et de l'Antiquité païenne.

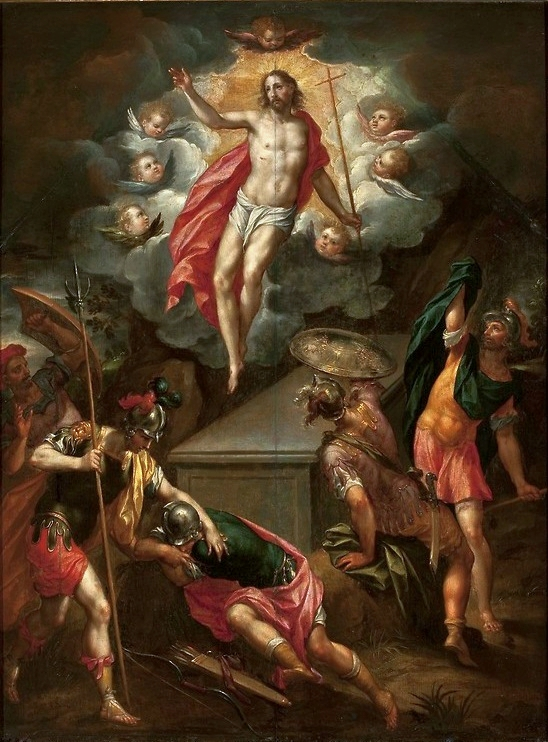
Résurrection de Jésus, Hans Rottenhammer.
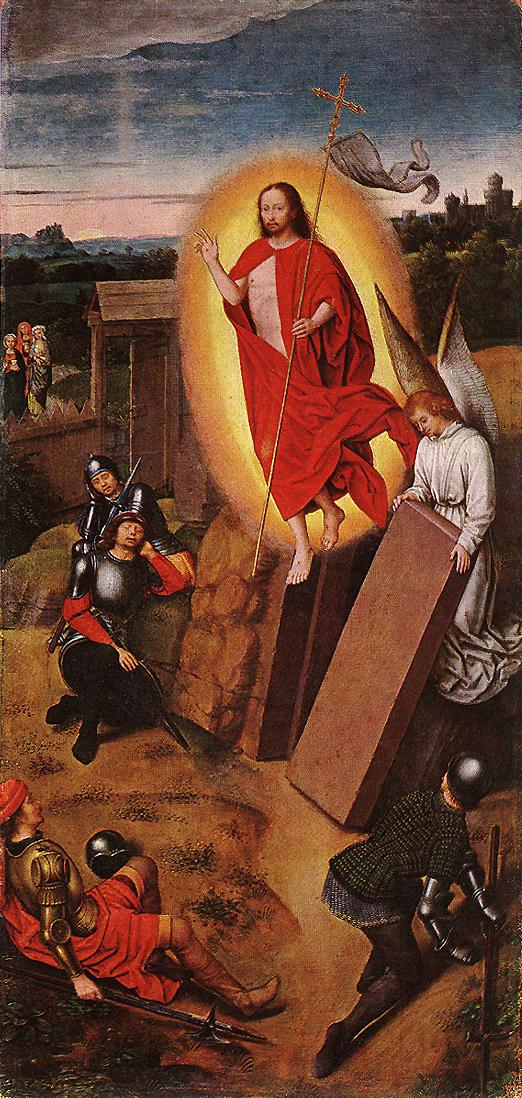
Résurrection de Jésus, Hans Memling.
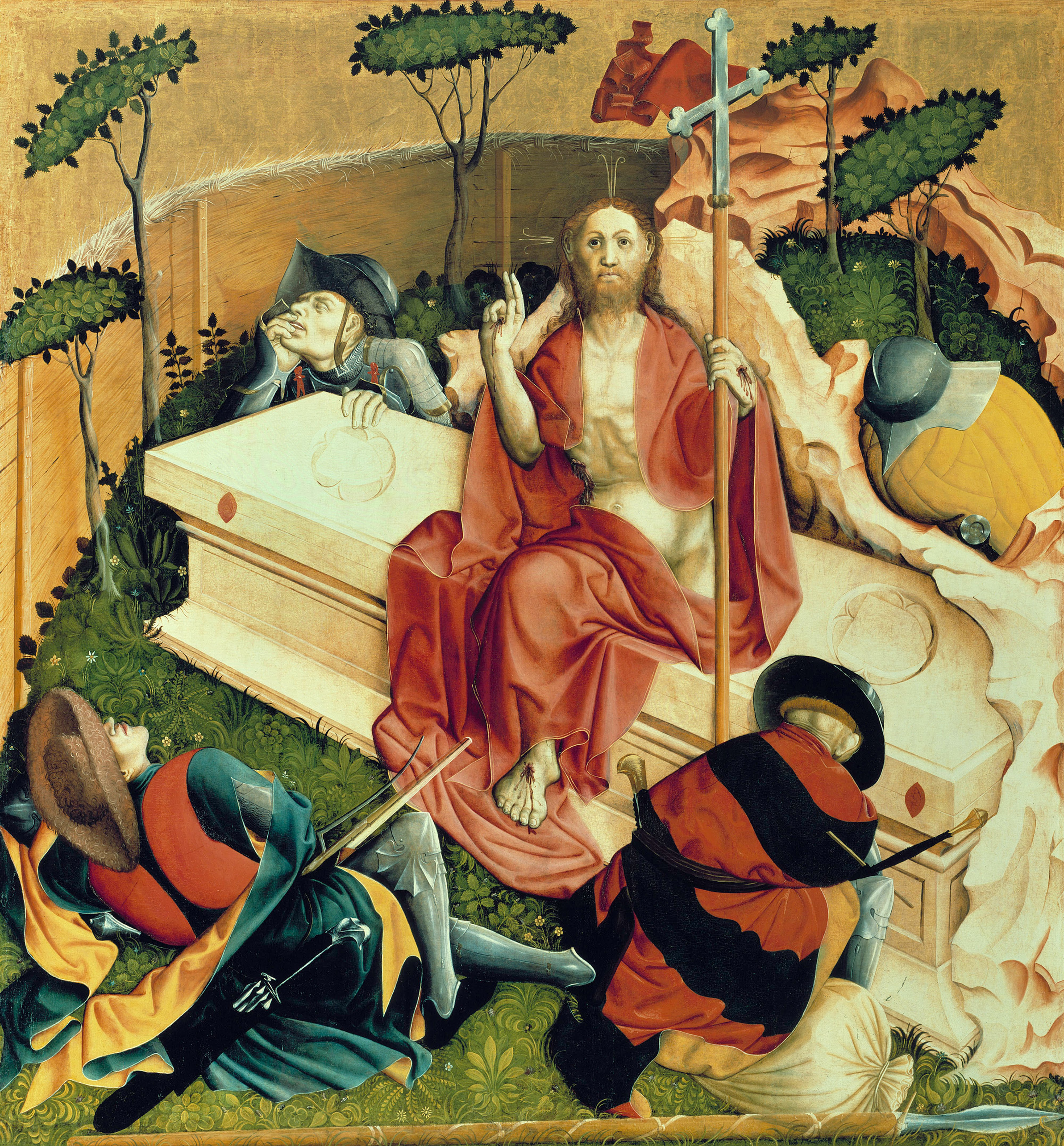
Résurrection de Jésus, Hans Multscher.
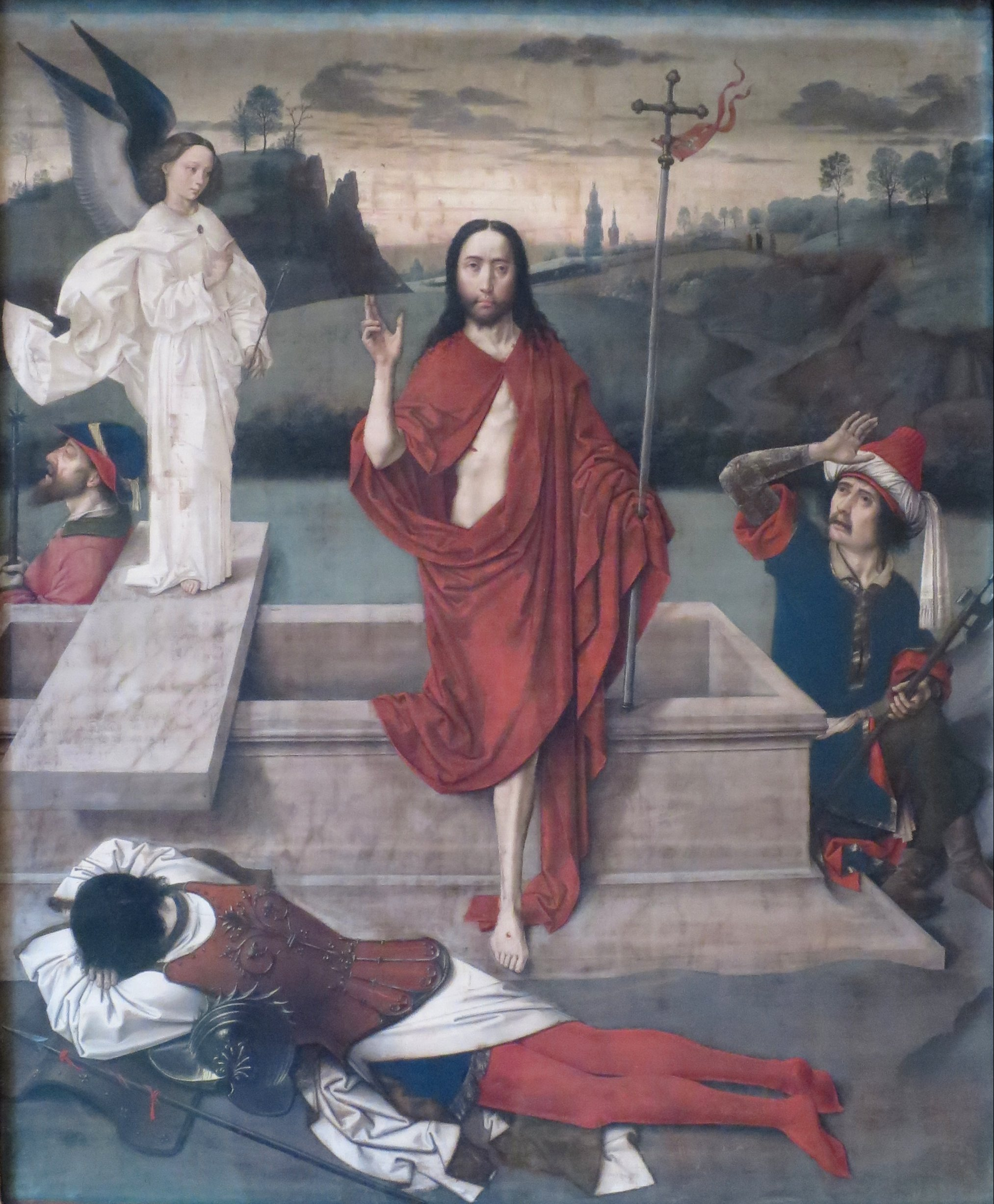
Résurrection de Jésus, Dirk Bouts.
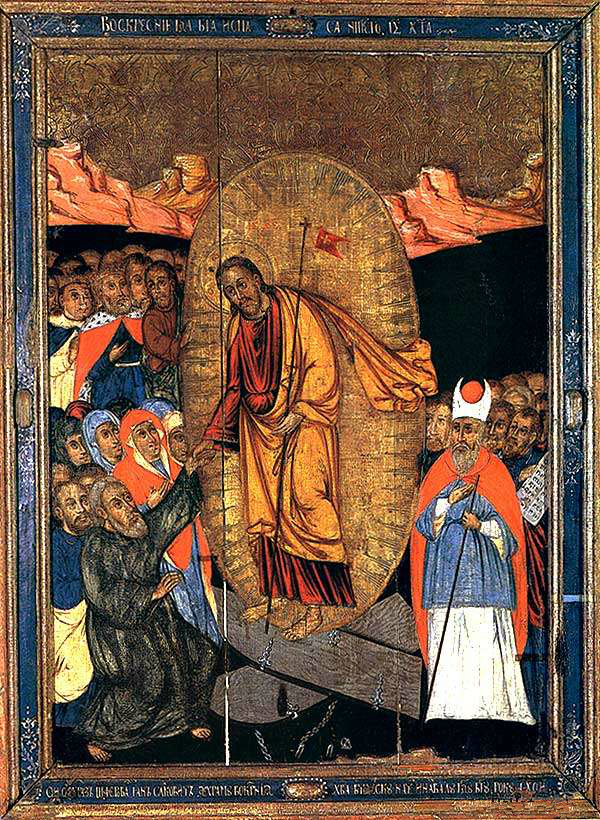
La Résurrection, icône orthodoxe russe, XVIIe siècle.
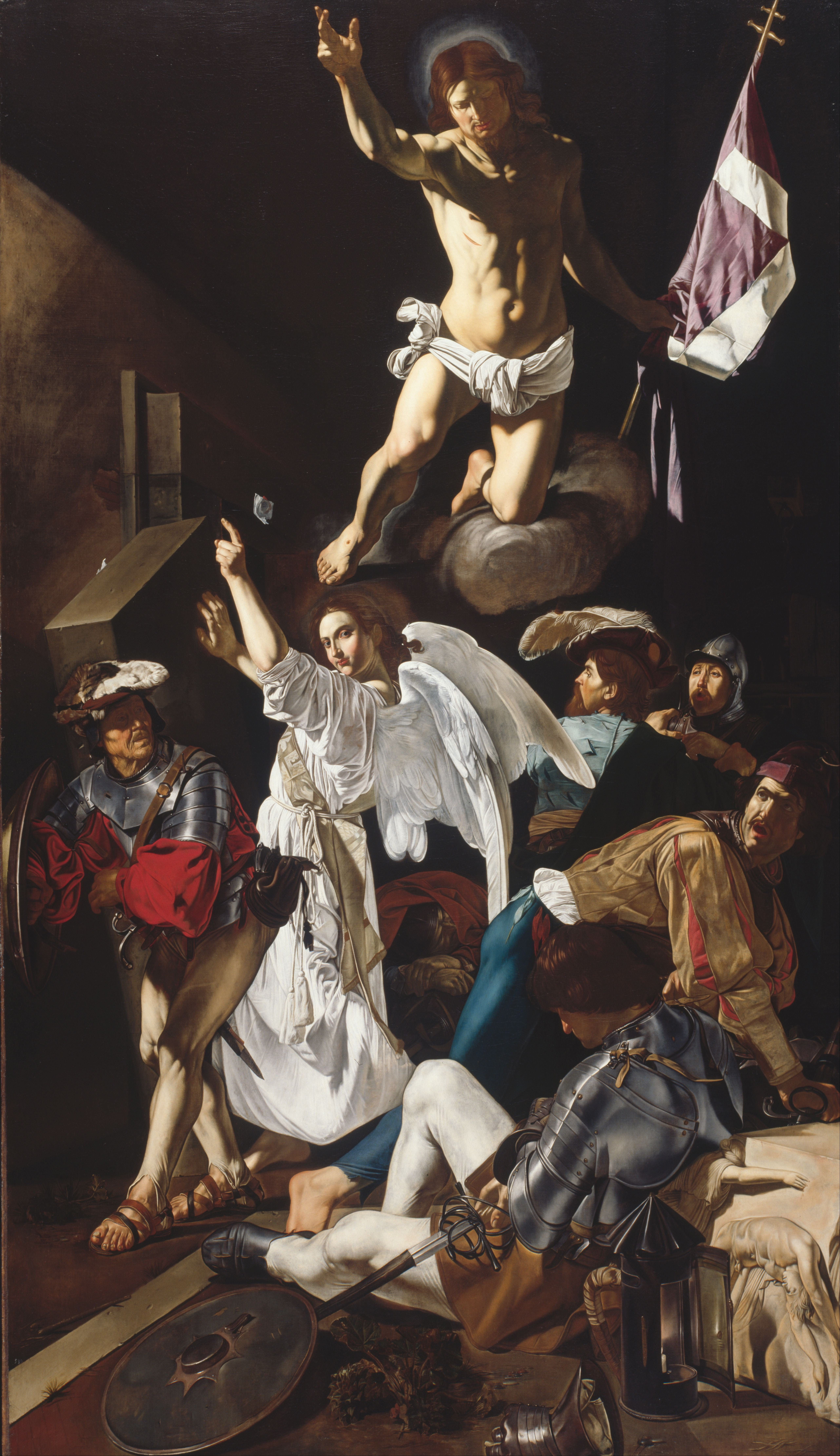
La Résurrection, Francesco Buoneri.
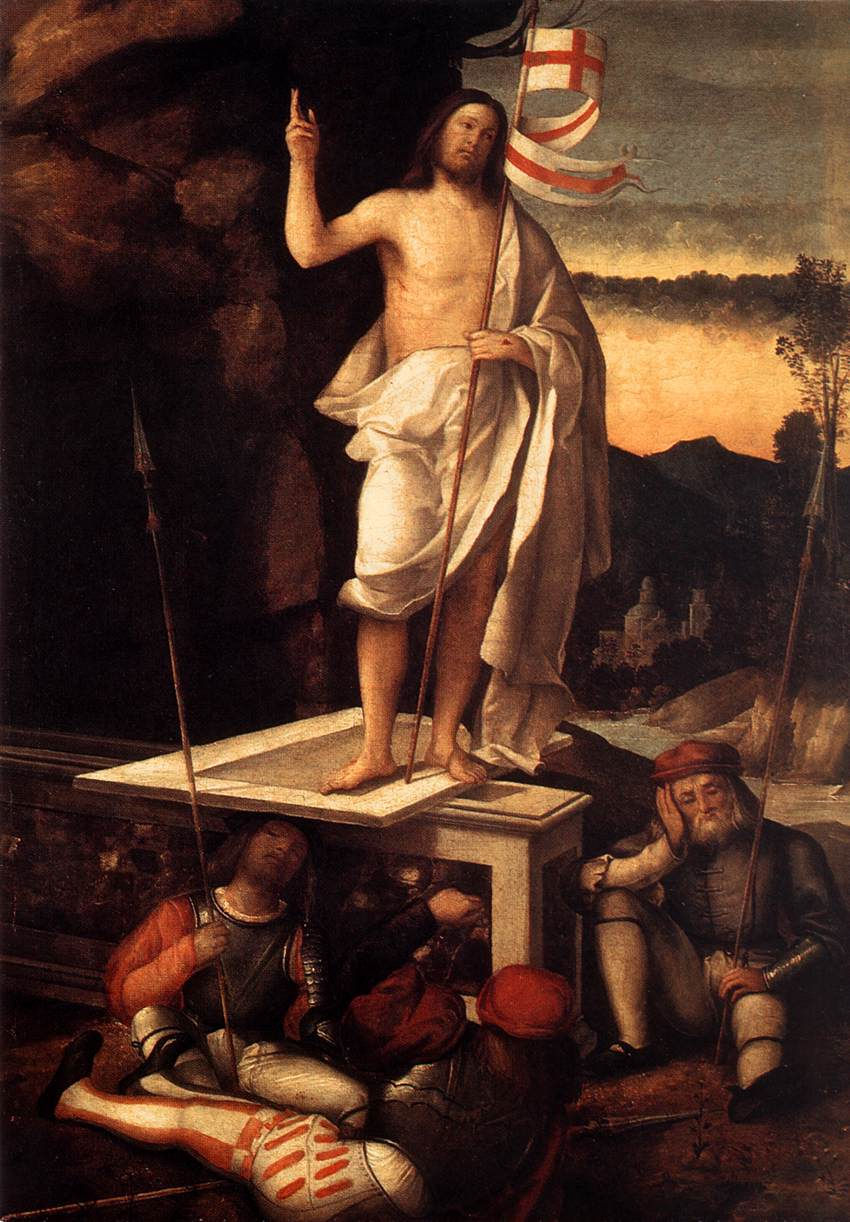
Résurrection de Jésus, Marco Basaiti.
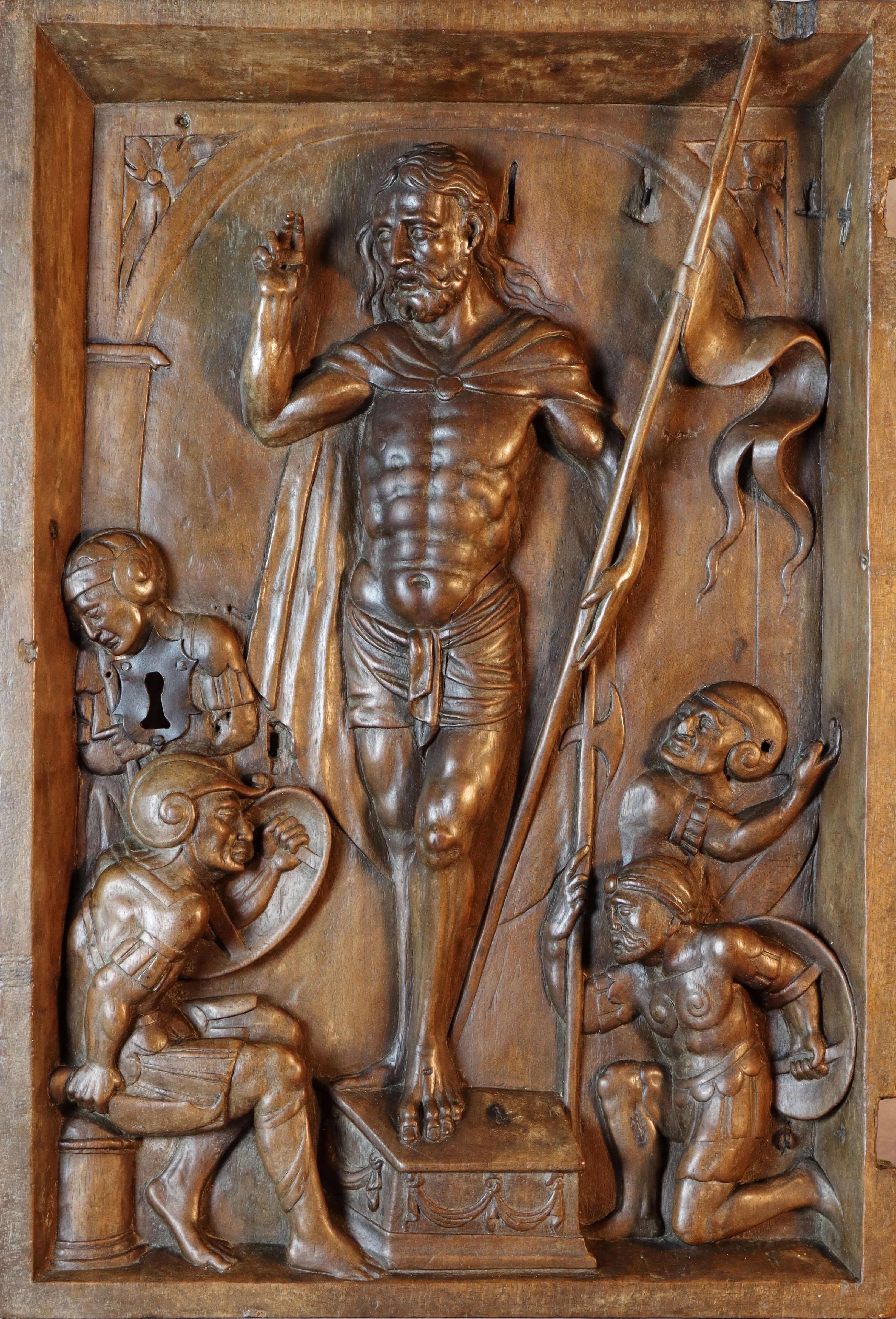
Christ ressuscité, porte de tabernacle, XVIIe siècle.
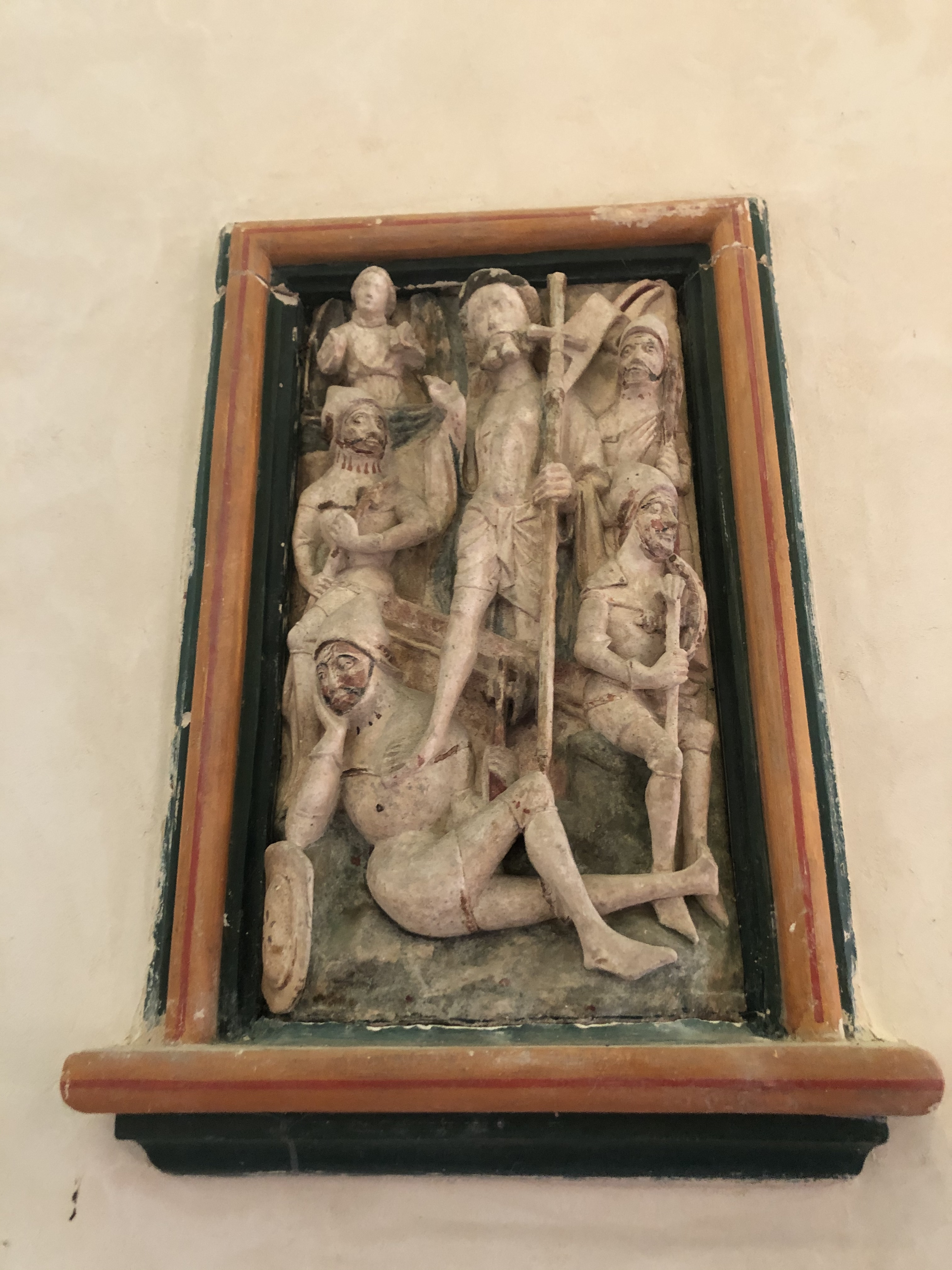
Résurrection du Christ sur panneau d'albâtre, XVe siècle.

### Musique grégorienne et classique.
- Séquence Victimae paschalis laudes, chant grégorien du Dimanche de Paques;
- Hymne Ad coenam Agni providi , chant grégorien chanté lors des vêpres de Paques;
- Heinrich Schütz : Historia der Auferstehung Christi, 1623 (SWV 50) ;
- Dietrich Buxtehude : Ich bin die Auferstehung und das Leben (BuxWV 44) ;
- Marc-Antoine Charpentier : In resurrectione Domini Nostri Jesu Christi H 405 (1681) pour 3 voix, 2 dessus instrumentaux, et basse continue;
- André Campra : cantate pour la fête de Pâques Au Christ triomphant;
- Georg Friedrich Haendel : certains morceaux du Messie (HWV 56) et Die Auferstehung (HWV 47).